# Mar Mar Aye

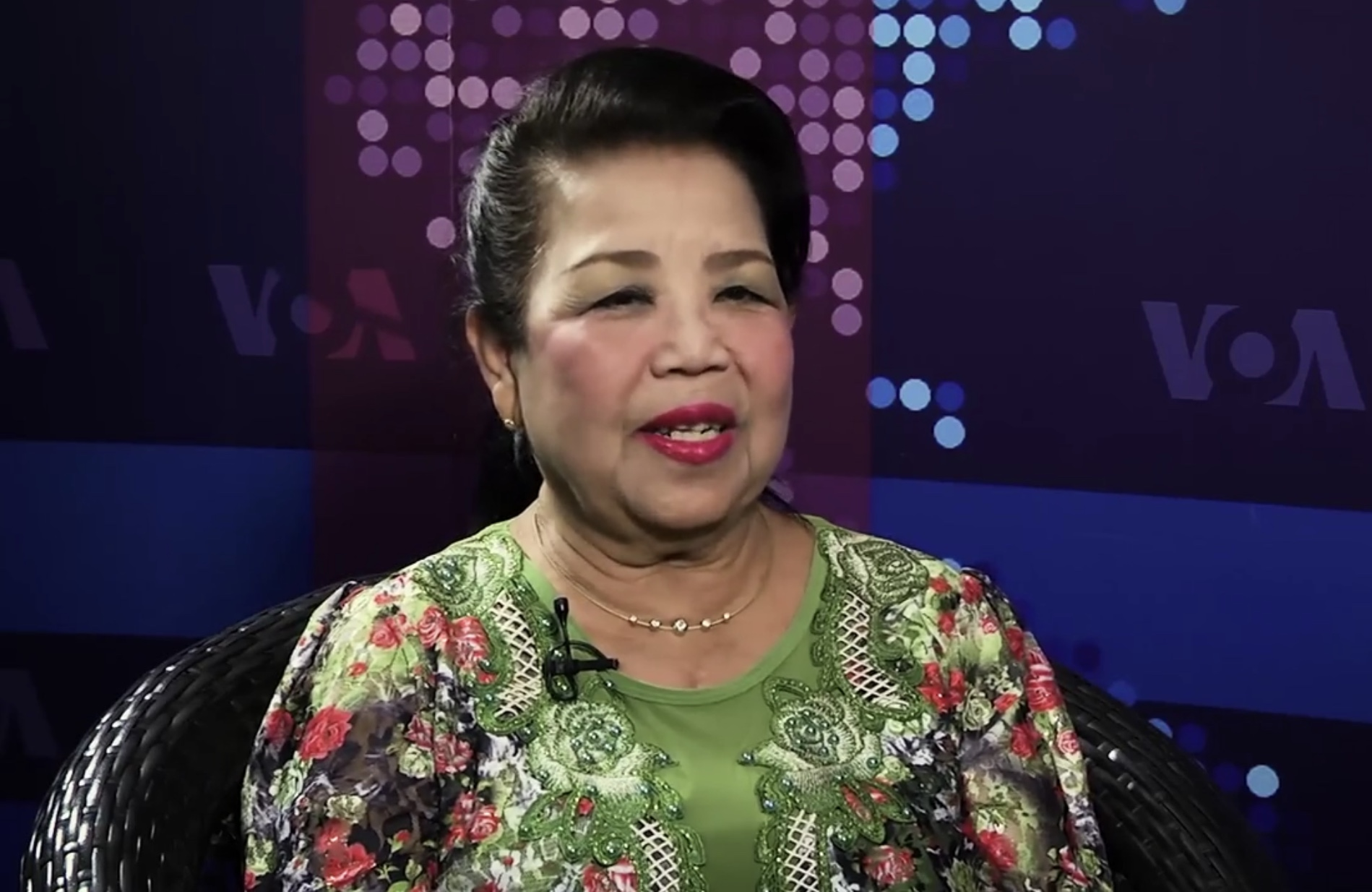
Mar Mar Aye, 2018

Mar Mar Aye, auch Daw Mar Mar Aye (birmanisch မာမာအေး; * 26. Juli 1942  in Myaung Ma; † 9. Januar 2024 in Fort Wayne), war eine Sängerin des klassischen burmesischen Gesangs aus Myanmar.

## Leben
Sie wurde 1942 in Myaung Mya im Irawaddy-Delta geboren. Ihre Eltern waren ebenfalls Künstler. So begann sie sehr früh mit dem klassischen Gesang und nahm bereits mit acht Jahren eine erste Schallplatte auf. Der landesweite Durchbruch erfolgte mit ihrer zweiten Schallplatte (Thet Tan Paw Hmar Kasar-mae „Let’s Play on the Rainbow“), die sie im Alter von dreizehn Jahren aufnahm.
Bevor sie Myanmar verließ, war sie in den Jahren von 1955 bis 1997 eine anerkannte und berühmte Künstlerin. Sie gehörte dem Nationalen Musikrat an und bekleidete hohe Funktionen im Burma Broadcasting Service (BBS).
Sie veröffentlichte in ihrem Leben mehr als 6000 Lieder, wirkte in drei Filmen mit und verfasste zwei Romane. Sie war außerdem die Gründerin der Aye Singing Academy, der Aye Musical Enterprise und der Mar Aye Foundation.
Seit ihrer Emigration im Jahre 1998 in die USA widmete sie sich der Erforschung burmesischer Musik und bereiste das Ausland, um burmesischen Exilgruppen ihre Musik nahezubringen. Im burmesischen Programm der BBC diskutierte sie in der Sendung Pyaw Pya Sa Ya Dwe Le Ta Bon Gyi Shi The De (“I Still Have So Much to Tell You”) verschiedene Themen.
Im Jahre 2007 widmete sie den Teilnehmern der Safran-Revolution ein Lied mit dem Titel A-thae Nar Kabar Makyae (“Heartache to last till the World’s Annihilation”). Ferner veröffentlichte sie einen Kampagne-Song gegen das nationale Referendum in Myanmar mit dem Titel „Vote No!“ und ein Lied für die Opfer des Tropensturms Nargis.

## Werk

### Musik
- über 6000 Lieder, darunter auch Filmmusik

### Filme
- Mya Chu Than (The Sound of Emerald Bells)
- Thu Go Hma Chit De
- Mandarlee

### Romane
- Tho Galay May May (Little Lamb May May, 1974)
- Yin Phwint Kyi Par Thu Nge Chin (Open Your Heart, My Friend, 1990), als Serie in der Zeitschrift Ma Haythi, 2004 in den USA neuveröffentlicht.